# Neith (satèl·lit)
Neith és el nom donat a un objecte celeste observat per primera vegada per Giovanni Cassini el 1672, i que durant uns anys es va creure que era un satèl·lit natural de Venus. Actualment se sap amb certesa que aquest satèl·lit no existeix.
El 1672, Cassini va observar un petit objecte prop de Venus. Llavors no en va fer gaire cas però quan el va tornar a observar el 1686 va anunciar formalment el descobriment d'un possible satèl·lit de Venus. L'objecte va ser vist per molts altres astrònoms durant un llarg període: James Short el 1740, Andreas Mayer el 1759, Joseph Louis Lagrange el 1761 i Christian Horrebow el 1768. Fins i tot en una ocasió es va observar un petit punt que seguia a Venus durant un trànsit de Venus per davant del Sol. D'altra banda, molts altres astrònoms no van observar cap satèl·lit durant les seves observacions de Venus, inclòs William Herschel el 1768.
Cassini va observar que el diàmetre de Neith era igual a una quarta part del de Venus. El 1761, Lagrange va anunciar que el pla orbital de Neith era perpendicular a l'eclíptica, i el 1777 va estimar que el seu període orbital era d'11 dies i 3 hores. Ell esperava que el satèl·lit seria vist durant el trànsit de Venus per davant del Sol que havia de tenir lloc l'1 de juny de 1777.
El 1766 el director de l'Observatori de Viena va especular que les observacions del satèl·lit eren, en realitat, il·lusions òptiques: la imatge brillant de Venus es reflectia a l'ull i retornava al telescopi creant una petita imatge secundària. El 1884, M. Hozeau, antic director de l'Observatori Reial de Brussel·les va suggerir que la "lluna" era en realitat un planeta que orbitava el Sol cada 283 dies. Aquest planeta estaria en conjunció amb Venus cada 1.080 dies cosa que quadrava amb les observacions registrades. Hozeau va ser també el primer a donar el nom de "Neith" a l'objecte. Neith era una deessa de la mitologia egípcia.
L'any 1887, l'Acadèmia Belga de Ciències va publicar un article que estudiava cada observació registrada de Neith. La conclusió determinava que la majoria de les observacions es podien explicar per estrelles que es trobaven a prop de Venus, com per exemple, Chi Orionis, M Tauri, 71 Orionis, Nu Geminorum i Theta Librae.